# ألفرد كونروي
ألفرد كونروي (بالإنجليزية: Alfred Conroy)‏ هو أمين صندوق البنك ومحام بالقضاء العالي وسياسي أسترالي، ولد في 7 أبريل 1864 في أستراليا، وتوفي في 28 نوفمبر 1920. حزبياً، نشط في حزب التجارة الحرة. وقد انتخب عضو مجلس النواب الأسترالي عن دائرة Division of Werriwa ‏ (31 مايو 1913 – 5 سبتمبر 1914) وانتخب عضو مجلس النواب الأسترالي عن دائرة Division of Werriwa ‏ (29 مارس 1901 – 12 ديسمبر 1906).